# Gradlon

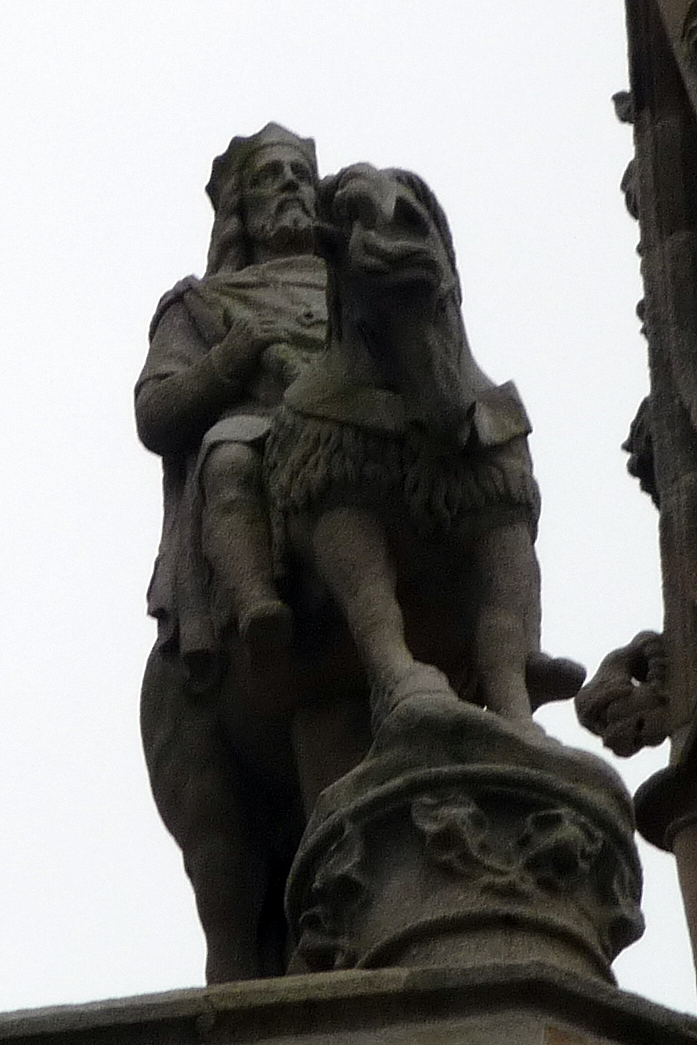
Statua equestre a Quimper raffigurante Gradlon

Gradlon (in bretone: Gradlon Meur, Gradlon il Grande) fu un re semi-leggendario della Cornovaglia francese, figlio di Conan Meriadoc e Darerca d'Irlanda, nonché fratellastro di Gadeon. Appare tra i personaggi della leggenda bretone di Ys. 

## Biografia
Gradlon è una figura liminale tra storia e leggenda, per cui non si conoscono né la data di nascita né quella di morte (dovrebbe essere deceduto nel V secolo d.C.). Ereditò da suo padre le terre di Armorica, e a lui succedette il figlio Salomon I, e poi il nipote Aldroeno. Secondo Amy Varin, il Cartulario di Landevennec attribuisce a Gradlon anche un figlio di nome Riwallon, che morì giovane.
Gradlon Mor o, in latino, Gradlonus Magnus, appare nella Vita di san Vinvaleo di Landévennec, scritta prima dell'884. Qui è presentato come il fondatore della Cornubia (Cornovaglia), morto all'inizio del VI secolo. Altrove, il Cartulario di Landévennec descrive Carlo Magno che invia ambasciatori per chiedere l'aiuto di Gradlon Mur.
Il suo nome era piuttosto comune tra i bretoni del tempo: sempre il Cartulario di Landevennec menziona altri due personaggi, un paio di conti della Cornovaglia, chiamati Gradlon Flam e Gradlon Pluenuo.

## La leggenda di Ys

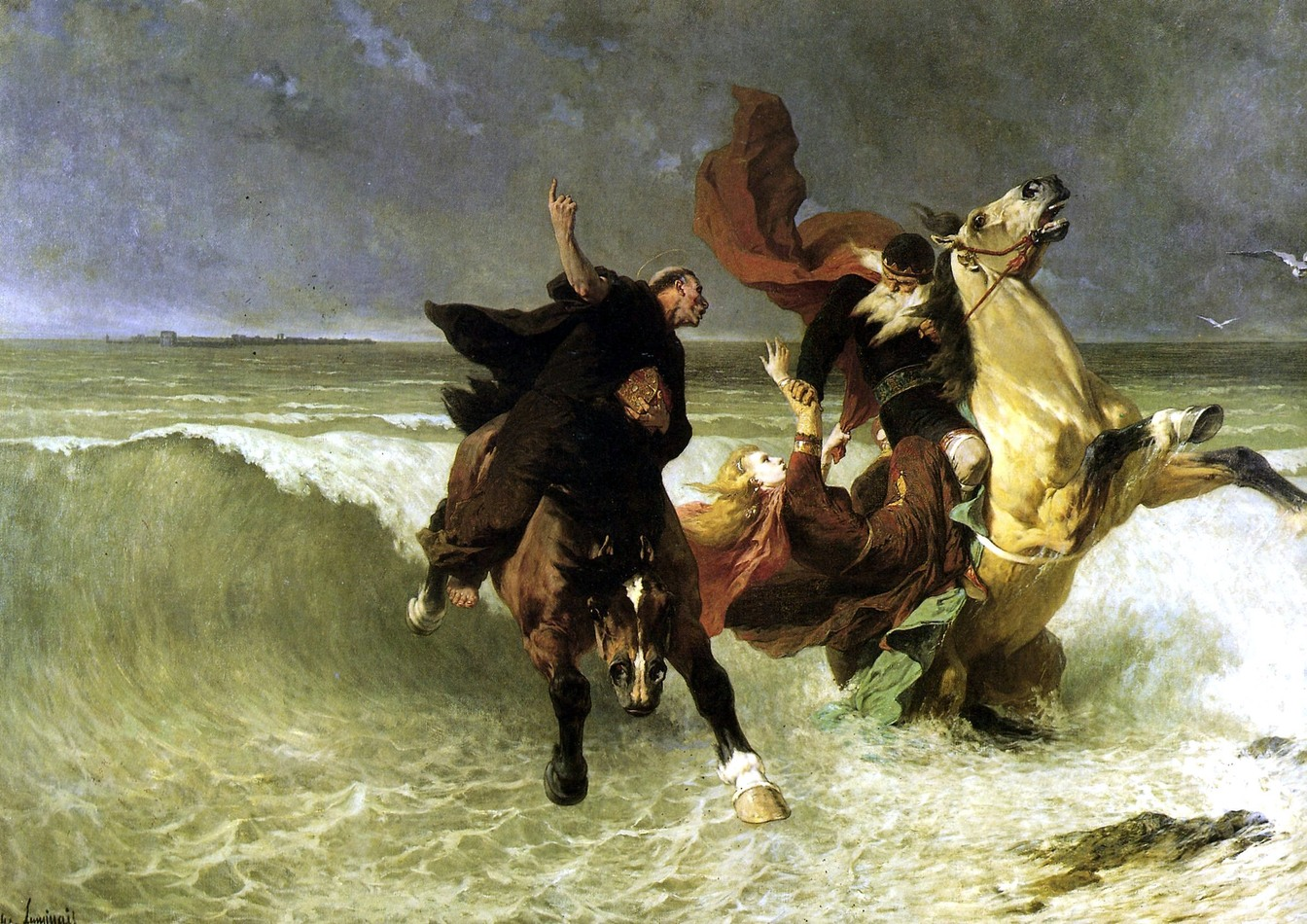
La fuga di re Gradlon di E. V. Luminais, 1884 (Musée des Beaux-Arts, Quimper)

Gradlon il Grande, re della Cornouaille, nel sud-ovest della Bretagna, fece costruire per sua figlia Dahut la meravigliosa città di Ys. Trovandosi sotto il livello del mare, Ys era protetta da una moltitudine di dighe. Una chiave chiudeva le porte della diga principale e solo Gradlon avrebbe potuto decidere di utilizzarla, permettendo agli abitanti di pescare.
La giovane Dahut, molto devota al culto degli antichi dèi celti, accusò Correntin, vescovo di Quimper, di aver reso la città triste e noiosa. Lei sognava una città dove regnassero ricchezza, libertà e gioia di vivere.
Così Dahut donò alla città un dragone che osservava tutte le navi mercantili. In questo modo, Ys divenne la città più ricca e potente di tutte le città bretoni. Dahut vi regnò con assoluta maestria in nome dell'antica religione dei celti. Ogni sera, ella faceva venire un nuovo amante al palazzo che a sua volta portava una maschera di seta. Ma la maschera era incantata e, all'alba, si trasformava in unghie di ferro, uccidendo così l'amante, il cui corpo veniva gettato da una scogliera nell'oceano.
Una mattina arrivò in città un principe vestito tutto di rosso. Dahut si innamorò immediatamente dello straniero. Ma costui era il diavolo che Dio aveva inviato per distruggere la città, affollata di peccatori. Dahut gli donò la chiave che rubò al padre mentre dormiva: il diavolo allora aprì le dighe e l'oceano distrusse con furia la città. Gradlon riuscì a scappare da quell'inferno grazie all'aiuto di san Vinvaleo. Sul suo cavallo marino, si mise a cavalcare tra le onde, con un peso che non era altro che sua figlia. Su ordine di san Vinvaleo, o secondo un'altra versione di Dio stesso, abbandonò il corpo di sua figlia e riuscì così a raggiungere salvo la riva. Dahut non morì, ma fu, secondo la storia, trasformata in sirena.
Ancora oggi, quando il mare è calmo, i pescatori ascoltano le campane che dicono che Ys un giorno tornerà, più bella che mai.